# Peter Dalby
Peter Dalby é um ex-patinador artístico britânico, que competiu na dança no gelo. Com Janet Sawbridge elea conquistou uma medalha de bronze em campeonatos europeus e foi duas vezes campeão do campeonato nacional britânico.

## Principais resultados

### Com Janet Sawbridge
| Resultados           | Resultados    | Resultados        | Resultados       | Resultados    | Resultados      | Resultados    | Resultados    | Resultados    | Resultados    | Resultados    | Resultados    | Resultados    | Resultados    | Resultados    | Resultados    |  |
| Internacional        | Internacional | Internacional     | Internacional    | Internacional | Internacional   | Internacional | Internacional | Internacional | Internacional | Internacional | Internacional | Internacional | Internacional | Internacional | Internacional |  |
| Evento/Temporada     | 1970– 1971    | 1971– 1972        | 1972– 1973       | 1973– 1974    | 1974– 1975      |               |               |               |               |               |               |               |               |               |               |  |
| -------------------- | ------------- | ----------------- | ---------------- | ------------- | --------------- | ------------- | ------------- | ------------- | ------------- | ------------- | ------------- | ------------- | ------------- | ------------- | ------------- |  |
| Campeonato Mundial   |               | 4.º               | 4.º              | 5.º           |                 |               |               |               |               |               |               |               |               |               |               |  |
| Campeonato Europeu   | 5.º           | Medalha de bronze | 4.º              | 4.º           |                 |               |               |               |               |               |               |               |               |               |               |  |
| Nacional             |               |                   |                  |               |                 |               |               |               |               |               |               |               |               |               |               |  |
| Campeonato Britânico |               | Medalha de ouro   | Medalha de prata |               | Medalha de ouro |               |               |               |               |               |               |               |               |               |               |  |
|                      |               |                   |                  |               |                 |               |               |               |               |               |               |               |               |               |               |  |